# Leeza Gibbons
Pour les articles homonymes, voir Gibbons (homonymie).
Leeza Gibbons est une actrice et productrice américaine née le 26 mars 1957 à Hartsville, Caroline du Sud (États-Unis).

## Biographie
Elle a participé à l'émission américaine, Dancing with the Stars 4 en 2007 avec notamment Ian Ziering. Elle retrouvera Ziering dans une autre émission de télé-réalité, Celebrity Apprentice 7, en 2015, ou elle sort vainqueur de la compétition.

## Filmographie

### Comme actrice
- 1985 : Maxie : E.T. Reporter
- 1987 : RoboCop : Jesse Perkins
- 1990 : RoboCop 2 d'Irvin Kershner : Jess Perkins
- 1991 : Miss Universe Pageant (TV) : Hostess
- 1991 : Growing Up Together (série télévisée) : Host
- 1993 : Miss Universe Pageant (TV) : Hostess
- 1993 : Last Action Hero de  John McTiernan : Cameo Appearance
- 1998 : The Teen Files (série télévisée) : Host
- 2002 : Man of the Year : The Reporter
- 2003 : What Should You Do? (série télévisée) : Host
- 2004 : Test the Nation 2 (TV) : Host

### Comme productrice
- 1999 : Assignment E! With Leeza Gibbons (TV)
- 2000 : Verdict (TV)
- 2003 : The Michael Essany Show (série télévisée)